# 平成観光自動車

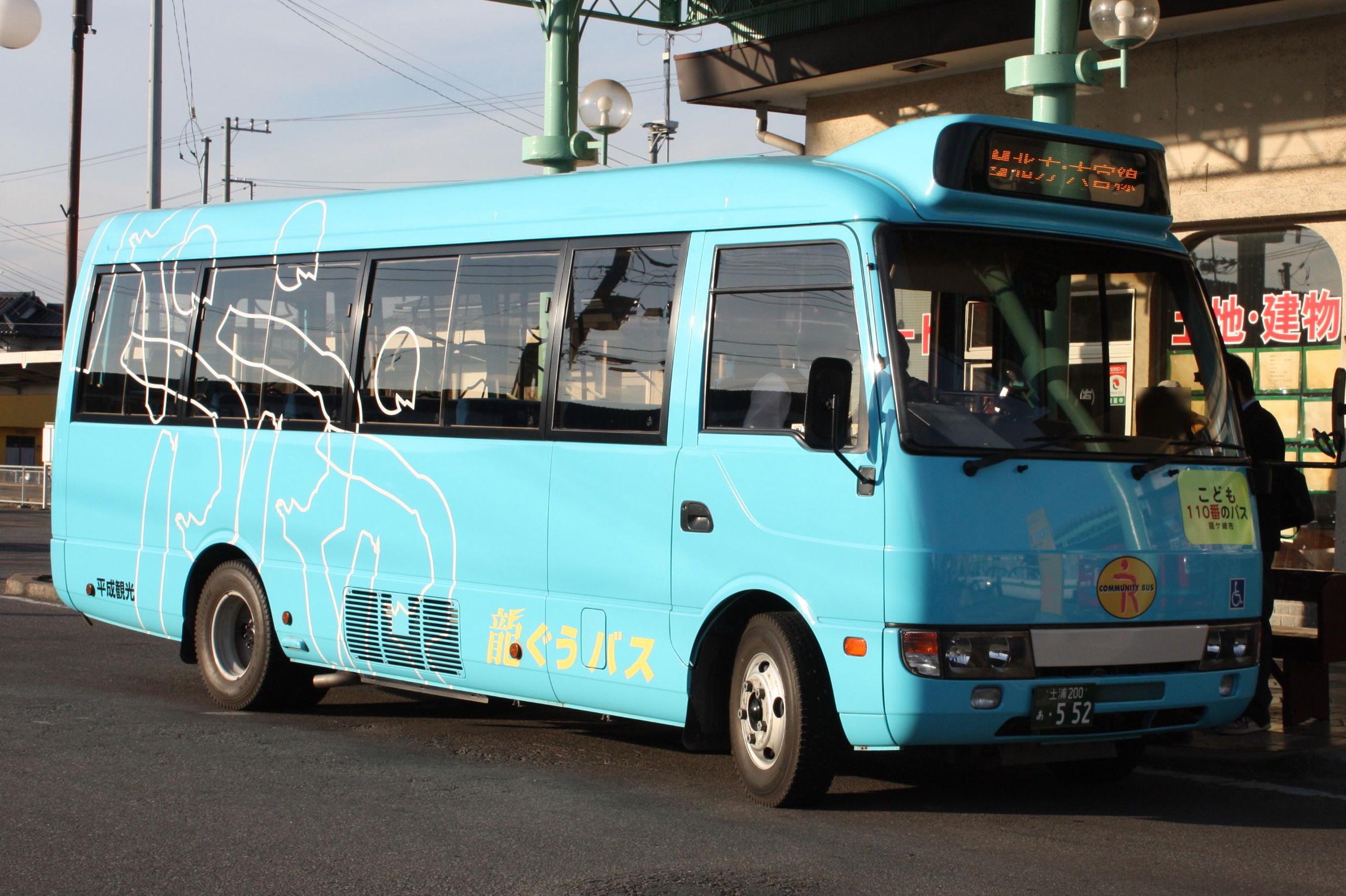
路線バス車両（龍ぐうバスBルート用）

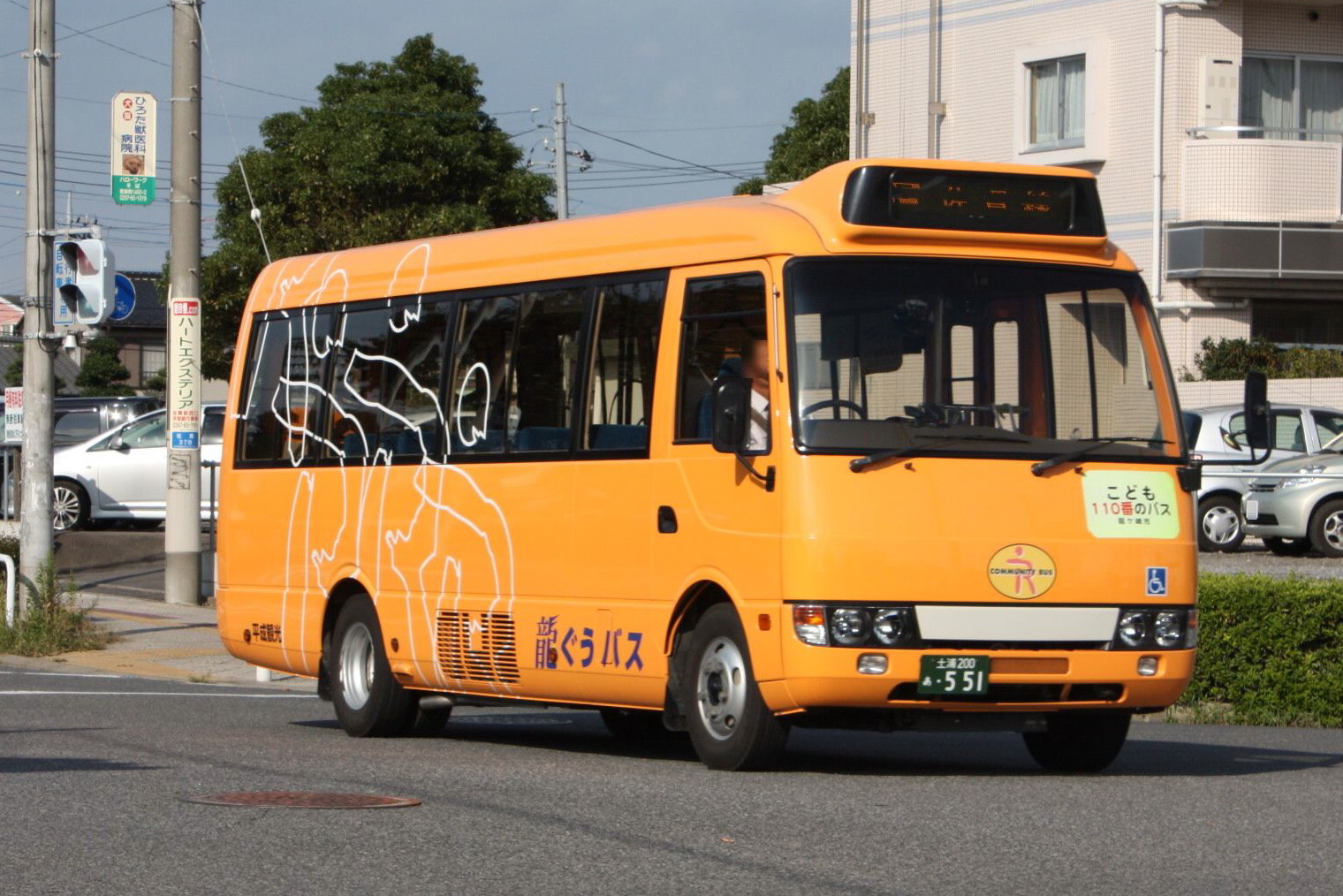
路線バス車両（龍ぐうバスD・Eルート用）

平成観光自動車（へいせいかんこうじどうしゃ）は、茨城県龍ケ崎市に本社を置くバス事業者である。なお、「平成観光」の名でバス事業を営む平成エンタープライズとは無関係。

## 本社
- 茨城県龍ケ崎市泉町1258-1

## 路線バス
龍ケ崎市のコミュニティバス「龍ぐうバス」の運行受託を受けている。
- Aルート（南が丘・長山線）：南が丘6丁目 - 総合福祉センター - 文化会館 - ショッピングセンターサプラ（イトーヨーカドー竜ヶ崎店） - 長山
- Bルート（湯ったり館線）：総合福祉センター - 竜ヶ崎駅 - 城ノ内 - 長峰 - ※大塚 - 湯ったり館　※「大塚」は「湯ったり館」方面のみ
- Cルート（北方・大宮線）：北方 - 総合福祉センター - 竜ヶ崎駅 - 般若院 - 砂町 - ※北河原 - 大宮地区公民館　※「北河原」は「北方」方面のみ
- Dルート（泉線）：総合福祉センター - 竜ケ崎駅 - 済生会病院 - ※森林公園 - 上泉　※「森林公園」は「上泉」方面のみ
- Eルート（佐貫線）：佐貫駅西口 - 佐貫駅東口 - 川原代小学校 - 総合福祉センター - 文化会館